# 西嶋陽一
西嶋 陽一（にしじま よういち、3月2日 - ）は、日本の男性声優。アーツビジョン所属。東京都出身。

## 来歴
勝田声優学院第4期卒。かつてはぷろだくしょん★A組に所属していた。

## 人物
趣味・特技は格闘技観戦、映画鑑賞、料理、水泳、倒立歩行。

## 出演
太字はメインキャラクター。

### テレビアニメ
2004年
- ガングレイヴ（幹部）
- 鉄人28号（記者B、PX団パイロット、PX団員）
- 天上天下（マユゲ、執行部A 他）
- 遙かなる時空の中で-八葉抄-（浮浪者、侍）

2005年
- MONSTER（警官C、スークの友人A、教師、パーティ会場の男A）

2006年
- いぬかみっ!（修験者）
- おとぎ銃士 赤ずきん（宿屋の主人）
- 蒼天の拳（朱、朱富徳、除詠進、バーテン 他）
- BLACK LAGOON（シュトルム、ブリッツ・スタンフォード、マニサレラカルテル、サラリーマン、ジョーイ、トーチ、ユジン兵長、サハロフ上等兵 他）- 2シリーズ

2007年
- 逆境無頼カイジ（2007年 - 2011年、黒服、石和 他）- 2シリーズ
- CLAYMORE（エゴン町の宿屋の主人、村人C、テオの町人A、盗賊A、町人A 他）
- 恋する天使アンジェリーク〜かがやきの明日〜（医者）
- セイント・ビースト〜光陰叙事詩天使譚〜（天使カリル）
- D.C.II 〜ダ・カーポII〜（教頭）
- ひまわりっ!!（村人3、神社の服装の老人 他）
- ぷるるんっ!しずくちゃん（アルタイル）

2008年
- ゴルゴ13（アラン）
- バンブーブレード（森田）
- 秘密 〜The Revelation〜（真壁、有島圭輔、羽鳥アナ、委員、SP 他）
- ポルフィの長い旅（ニコラス、ルーカス）
- 魔人探偵脳噛ネウロ（少年）
- ONE OUTS -ワンナウツ-（主審）

2009年
- 青い文学シリーズ
  - 「人間失格」（客、編集員、医師）
  - 「桜の森の満開の下」（若者2）
  - 「走れメロス」（部員A、山賊A）
  - 「蜘蛛の糸・地獄変」（侍従）

- 蒼天航路（祖茂、樊稠、馭舎、麴義、盗賊 他）

2010年
- 学園黙示録 HIGHSCHOOL OF THE DEAD（警部補）

2012年
- エリアの騎士（主審）

2016年
- 名探偵コナン（2016年 - 2023年、山住炭、永峯春彦）

2017年
- パズドラクロス（警備兵）

2018年
- 銀河英雄伝説 Die Neue These 邂逅（フォルカー・アクセル・フォン・ビューロー）
- 爆釣バーハンター（2018年 - 2019年、漁師、無限食バイクウガ）

2019年
- ちびまる子ちゃん（かみしばい屋さん）

2021年
- ポケットモンスター（2021年 - 2022年、ホダカ）

### 劇場アニメ
- EX MACHINA -エクスマキナ-（2007年）
- ベクシル 2077日本鎖国（2007年）
- TRIGUN Badlands Rumble（2010年）

### OVA
- BLACK LAGOON Roberta's Blood Trail（2010年、グスターボ、ウィル、デカード）

### ゲーム
- 無限のフロンティア スーパーロボット大戦OGサーガ（2008年、毒牛頭 他）
- メタルギアソリッド4（2008年、PMC指揮官）
- 無限のフロンティアEXCEED スーパーロボット大戦OGサーガ（2010年、毒牛頭、ヴェーゼント・リヒカイト 他）
- PROJECT X ZONE（2012年、毒牛頭、追跡者〈ネメシス-T型〉、ヘル＝レイス）
- The Wonderful 101（2013年、ワンダ・ホワイト[2]）
- PROJECT X ZONE 2:BRAVE NEW WORLD（2015年、毒牛頭）

### ドラマCD
- セイント・ビースト（天使カリル）
- 遙かなる時空の中で3 紅の月（熊野水軍の男、平家兵2）

### 吹き替え

#### 映画
- ウェス・クレイヴン's カースド（カイル）
- エイリアンVSエイリアン（トゥー・フィンガーズ）
- 片腕ドラゴン（ラマ僧）※ソフト版
- ダークロード-闇夜の逃亡者-（ディアナの部下）
- タクシードライバー ※DVD版
- チャイルド・マスター（ケスロウ）
- パイレーツ・オブ・カリビアン/ワールド・エンド
- ビッグホワイト（ボイル刑事）
- ブラックバード･フォース
- ベンジャミン・バトン 数奇な人生（ティジー〈マハーシャラルハズバズ・アリ〉）
- 炎のメモリアル
- Uボート 最後の決断

#### ドラマ
- 騎馬警官2
- ゴースト 〜天国からのささやき
- コールドケース7 ザ・ファイナル（トラヴィス）
- ザ・ソプラノズ 哀愁のマフィア
- 新・上海グランド
- ダメージ（ランドール・ハリソン）
- 跳べ!ロックガールズ 〜メダルへの誓い（マーク）
- HEROES シーズン2
- 碧血剣（沙天広）

#### テレビ番組
- さすらいのドッグトレーナー

### オーディオブック
- 椿山課長の七日間（武田勇）

### パチスロ
- やじきた道中記X（やじさん）

### ナレーション
- おひとり様向上委員会
- シーホーク ホテル&リゾート
- つけものの詩
- 東京積水ハイム
- ハーベストフューチャー
- フードウォッチャー
- 福岡ドーム物語
- ホークスタウン物語

### Vシネマ
- ザ今夜はヒストリー 日本の悪10人『松永久秀』
- スリープレス
- DOORIII
- 闘魚

### その他コンテンツ
- ド撃つためのデザイン
- 歴史解読レポート